# Keōua
Za njegovog nećaka, pogledajte Keōua Kuahuʻula.
Keōua Kalanikupuapaʻikalaninui Ahilapalapa, znan i kao Keōua Nui ("Keōua Veliki"), bio je havajski plemić, otac kralja Kamehamehe I.
Njegovi roditelji su bili Kalani Kama Keeaumoku-nui i Kamakaimoku. Bio je brat kralja Kalaniopuu-a-Kaiamamaa.
Njegove su supruge bile:
- Kaiolaniokaiwalani
- Kahikikalaokalani
- Kalanilehua
- Kekuʻiapoiwa II.
- Kamakaeheikuli
- Manono I.
- Kalola
- Akahi-a-Kawalu

Osim Kamehamehi, bio je otac Kalokuokamaileu i Keliimaikaiju. Bio je djed Kamehamehe II. i Kamehamehe III.